# Фірлюк дроздовий
Фірлю́к дроздовий (Pinarocorys nigricans) — вид горобцеподібних птахів родини жайворонкових (Alaudidae). Мешкає в Центральній і Південній Африці.

## Опис
Довжина птаха становить 18-19 см, вага 30-46 г. Довжина хвоста становить 70-80 мм, довжина дзьоба 16-20 мм. У самців верхня частина тіла темно-коричнева, деякі краї мають охристі або білуваті краї. Обличчя і смуга навколо очей охристі або білуваті. Щоки і скроні світло-охристі з чорнувато-коричневими краями. Підборіддя і горло білі, груди більш темні, поцятковані чорнувато-коричневими смугами. Решта нижньої частини тіла біла. Першорядні і другорядні махові пера темно-коричневі з рудувато-коричневими зовнішніми опахалами і білуватими кінчиками. Хвіст чорнувато-коричневий, стернові пера мають вузькі білуваті або рудувато-коричневі краї. Очі карі, дзьоб роговий. У самиць верхня частина тіла дещо світліша, ніж у самців, а обличчя більш тьмяне.

## Підвиди
Виділяють два підвиди:
- P. n. nigricans (Sundevall, 1850) — південь ДР Конго, північний захід Замбії і південний захід Танзанії;
- P. n. occidentis Clancey, 1968 — південний захід ДР Конго і північ Анголи.

## Поширення і екологія
Дроздові фірлюки гніздяться на півдні Демократичної Республіки Конго, на заході Танзанії, в Анголі і Замбії. З жовтня по червень вони мігрують на південь, досягаючи Намбії, Ботсвани, Зімбабве, південного Мозамбіку, Есватіні і північного сходу ПАР. Дроздові фірлюки живуть в лісистих саванах міомбо, в сухих саванах і чагарникових заростях та на луках. Під час негніздового періоду вони можуть утворювати зграї до 100 птахів.
Дроздові фірлюки живляться комахами та іншими безхребетними, яких шукають на землі, іноді також насінням. Гніздування у них припадає на сухий сезон з серпня по жовтень. Самці в цей час виконують демонстраційні польти, підіймаються в повітря на 30 м, після чого перелітають на кущ або дерево, при цьому тріпочучи крилами. Птахи гніздяться на землі. В кладці 2 яйця.